# 埃文斯冰川
埃文斯冰川（英語：Evans Glacier），是南極洲的冰川，位於沙克爾頓海岸，流經亞歷山德拉皇后山脈，最終注入比爾德摩爾冰川，由新西蘭探險隊命名，現時由南極條約體系管理。